# Concerto brandeburghese n. 1
Il Primo Concerto brandeburghese (BWV 1046) presenta un organico strumentale molto particolare: un gruppo di fiati (2 corni da caccia, 3 oboi e fagotto) e un gruppo di archi (violino piccolo, 2 violini, viola, violoncello, violone grosso e clavicembalo). La presenza del violino piccolo indica l'intenzione di Bach di imitare lo stile francese tipico di molta musica tedesca dell'epoca, riconducibile all'ampio uso delle musiche di danza allora trionfanti alla corte di Versailles: anche questo Primo brandeburghese si conclude infatti con una suite di danze, modificando la struttura del concerto.

In Questa composizione presenta una tipica struttura "di gruppo", variata dai leggeri interventi del violino piccolo in veste solistica. Con struttura "di gruppo" si intende la rigorosa contrapposizione del gruppo degli archi a quello dei fiati, distinti, questi ultimi, in due sottogruppi: i corni da caccia da un lato e il quartetto dei legni (oboi e fagotto) dall'altra.
L'opera fu redatta in due versioni, la prima delle quali è ricostruibile attraverso un'intricata rete di manoscritti inediti. La forma definitiva risulta divisa un due sezioni: la prima ha il tipico aspetto della forma concerto, con un primo e un  terzo tempo sostenuti in forma "di gruppo" e un adagio centrale in cui oboe e violino piccolo dialogano come in un "doppio concerto", in uno stile cantabile ma nello stesso tempo intimo e commosso. La seconda sezione è appunto formata da una suite di gusto francese, cioè in una serie articolata di danze.
L'organico strumentale è assolutamente improprio rispetto alla tradizione della musica di corte, e fa supporre che l'opera sia stata commissionata per un qualche evento di carattere eccezionale.